# Bello di papà
Bello di papà è una commedia teatrale di Vincenzo Salemme, andata in scena per la prima volta a Orvieto il 18 novembre del  2006, con la regia dello stesso autore, che vi ha inoltre recitato nel ruolo del protagonista. La commedia è poi andata in scena anche in numerose altre città italiane.

## Trama
La commedia narra di una coppia, in cui il protagonista maschile non vuole avere figli, mentre ne desidera la sua compagna. La loro vita viene trasformata dalla necessità di accogliere in casa il miglior amico del protagonista, che crede di essere un bambino di sette anni e che progressivamente, nel giro di un mese, cresce fino a diventare maggiorenne. Si tratta di un inganno della compagna del protagonista, attraverso il quale si è proposta di dimostrare la bellezza dell'avere un bambino.